# PARK
『PARK』（パーク）は、日本のロックバンドであるTHE MAD CAPSULE MARKET'Sの5枚目のオリジナル・アルバム。
1994年10月21日にビクターエンタテインメントのInvitationレーベルからリリースされた。前作『MIX-ISM』（1994年）よりおよそ10か月振りにリリースされた作品であり、作詞および作曲はKYONOとCRA￥（上田剛士）、ISHIG∀KIが担当、プロデュースはTHE MAD CAPSULE MARKET'S名義となっている。
前作の完成度に納得がいかなかった上田は本作のレコーディングにおいて自身に内包されたあらゆる音楽性の幅を試しており、結果としてメンバー全員が1枚目のアルバム『HUMANITY』（1990年）を超える作品であると納得できる完成度を実現することになった。本作は音楽プロデューサーであるジョージ・カックルの推薦によりアメリカ合衆国においてインディーズレーベルからリリースされた。
本作はオリコンアルバムチャートにおいて最高位第19位となった。本作は初回限定盤のみボーナス・トラックとして2曲追加収録されている。本作収録曲である「HAB'IT」が映画『ゲレンデがとけるほど恋したい。』（1995年）の挿入歌として使用された。また、本作収録曲を収録したミュージック・ビデオ集『VIDEO』（1995年）が後にリリースされている。

## 背景
前作『MIX-ISM』（1994年）をリリースしたTHE MAD CAPSULE MARKET'Sは、同作を受けたコンサートツアー「reading S.S.M TOUR」を同年2月5日の前橋ラタンを皮切りに、2月23日の渋谷公会堂公演まで9都市全9公演を実施した。6月22日には初の両A面でありデビュー以来のシングルとなった「EJECT→OUT/PERIODIC CLASSIC」および初のライブ・ビデオ『reading S.S.M』をリリースした。その後LUNA SEA、SOFT BALLET、BUCK-TICKの3バンドのジョイントライブ「L.S.B」に参加、同ライブは8月9日の国営海の中道海浜公園 野外劇場公演から8月30日の大阪城ホール公演まで5都市全5公演が実施された。
活動は順調であったものの、 上田剛士は前作に関して「（楽曲の幅の広がりが）自分らではわかってないから、広がり過ぎてて自分らの足下が見えてなかったから。少なくとも俺はそうだった。だから作り続けてるんだけど、作り終えた後の納得度っていう意味ではちょっとなって」、「いろんな価値観が広がっちゃってたんだよね。それに自分らでは全然気付いてない。今改めて思い返すとそうだったのかなって思う」と前作の完成度に不満を抱いている旨を述べており、その後自身の音楽性を更に追求していく事となった。

## 録音、制作
本作は湘南にあるイニックレコーディングホステリー、中野区にあるサウンドスカイスタジオ、伊豆にあるキーストーンスタジオの3箇所でレコーディングされている。本作の曲作りは山中湖の合宿所のような場所を借りて行われており、上田は一人で機材車を使用して何度も通ったと述べている。上田は前作の完成度に納得できないことから鬱憤が溜まっている状態であったため、かなり注力した状態で本作の制作に臨んでおり、レコーディングにおいて自身の音楽性の広がりの幅を追求することとなった。
本作のレコーディングに関してKYONOは時間的に厳しい状態であったと述べ、ISHIG∀KIはギターダビングなどにさほど時間は掛かっておらずギター演奏したそのままの音を録音していると述べている。本作においては入れた覚えのない音が聞こえるケースが多くあったとKYONOおよびISHIG∀KIは述べており、KYONOはある曲において自身が歌唱したメロディーが他者には異なるメロディーに聴こえてしまうことがあり、それについて「バックの演奏にヴォーカルが乗った時に、違うふうに聴こえてさ。それも聴こえ方なんだろうと思うけれど、自分の思っているようにいかなくて、ちょっと苦労したかな」と述べている。ISHIG∀KIもギター演奏について同様のことを経験しており、「マイナーで弾いているのに、どうしてもメジャーに聴こえたり……。みんなの音が加わると、聴こえ方も変わってくるからね」と述べている。本作においてISHIG∀KIは「ミキシング・コンソールのツマミを、ホンのコンマ2ミリ動かしただけで、全体の雰囲気が変わっちゃうくらいギリギリのところで、音がぶつかるのを避けていたりとか、わざと音をぶつけてみたりとか……。すごく微妙な音のバランスで、成り立っているからね」と述べている。前作においては「音のぶつかり」はそのままの状態でリリースしていたものの、本作における「音のぶつかり」に対する意識については「ぜんぜん違う。それは個人個人の経験だと思う。それで、こういう音ができてきたからね」と述べている。本作はミックス・ダウンにも膨大な時間を要しており、KYONOによれば歌入れと同時進行でミックス・ダウンが行われている状態であり、ギター・ダビング直後にミックス・ダウンがすぐに行われる状態であったためにエンジニアは24時間態勢で作業に取り掛かっていたという。
本作の歌入れに関してKYONOは「自分がどれだけその曲に入り込めるかっていうことと、どれだけ楽しみながら歌えるかっていうこと。その気持ちを高めるっていうのを大事にしたい」と述べたものの、本作のレコーディングにおいては時間が不足していたことから「精神的にハードだった」とも述べている。本作のレコーディングにおいてMOTOKATSUはドラムセットを3セット、スネアドラムも10台以上用意しており、曲ごとにすべて変更していると述べ、上田は楽曲が持つ個性を最も大事にしたレコーディングであったと述べている。本作において上田は自身の望む音が機械では制作できないことが判明したことから、エフェクトによって音を変えるのではなく使用機材によって音質を変えるという生音を重視した制作方法を採用しており、それについて上田は「今までのオレらの音は、ものすごくデッドだったよね。それって機械のリバーブがキラいだからこそ、デッドだったんだよ。今回は、自分らの望む鳴りのスタジオを使えたからね」と述べている。ミニ・アルバム『カプセル・スープ』（1992年）の時点においてTHE MAD CAPSULE MARKET'Sは効果音や打ち込みを多用していたが本作において使用されていないことに関して、ISHIG∀KIは「（過去作においては）“あ、楽しいな”っていう感覚で、打楽器として使っていたけれど、時がたつにつれて、“こうやれば、こうなる”っていうのがわかってきたしね。今回は、そういうもんをワザと使わなかったっていうんじゃなく、使う必要がなかったっていう」と述べている。

## 音楽性とコンセプト
本作の曲作りに関してはメンバー間の話し合いはなく制作したい楽曲を制作しその中から選曲しているだけであると上田は述べ、前作の要素をより強いものにするという意識も持っていなかったが、インタビュアーから大きな変化が見られると指摘されたことについて「それはオレら自身の成長だろうな。パワフルになったというんなら、オレら自身がパワフルにできるようになったんだと思うし」と述べている。本作において最も重視したことはノリやグルーヴであると上田およびMOTOKATSUは述べており、MOTOKATSUは「多少あらくてもさ、すごくグルーヴしていればOKだった」と述べ、上田は「いちばん重要視していたのはグルーヴであり、そこは納得できる形でできたと思っている」と述べている。本作の完成度についてメンバー各自のコメントは、KYONO「みんなで刺激しあって、いい作品が出来たと思う。時期もそうだったし、いろんなものが作用して、どんどん出来上がっていったものが『PARK』なんだよね。だから満足度が高い」、ISHIG∀KI「自分でも満足度の高いギターを弾くことができたと思う」、上田「ひとつの作品として今まで以上に納得できるものではある。充実感がある」、MOTOKATSU「満足度は高い」となっている。
本作についてKYONOは後年のインタビューにおいて1枚目のアルバム『HUMANITY』（1990年）について言及した上で、「『HUMANITY』超えらんねえなって感じが、『PARK』では吹っ切れたんだよね。このアルバムのよさ、楽曲もそうだし音もそうだし、すごいいいものできたっていうふうに純粋に受け止められた」と述べており、MOTOKATSUは「俺もヒサビサにいいのできたなっていう感じがあった。レコーディング自体も気持ちよくできたし、できた音もいいし。楽曲自体が違うな、みたいな。『なんかいいぞ!』みたいな、そんな感じだったのかな」と述べている。上田は本作について「出来上がりはすごい気に入ったんだよね。やっぱ今でもすごい大好きだし。すごい気に入ってすごい嬉しかった。と同時に、やっぱり納得いかない感があったの。自分のそれまでやってきたことの答えがここで1個ぽっと出たんだけど、ここまで頑張ってここまでやったんだけど、だからこそ納得できてないっていう。それも究極に自分で詰められたからわかったことだと思うんだけど。だからここで自分が煮詰まってるってことに初めて気付いた。これじゃダメだっていうのが自分でわかったんだよね」と述べている。

## 楽曲
1. 「HI-SIDE (HIGH-INDIVIDUAL-SIDE)」 - Hi Side
本曲についてメンバーは、KYONO「ウネリを出したっていう感じだよ。回転するような感じでね」、ISHIG∀KI「ギターがどうのこうのというんじゃなくて、バンドの“気”とか動きが、どういうふうに動いているかっていうのが、この曲に出ているなと感じる」、CRA￥「とにかくヘヴィ&グルーヴィーがポイントだね。ベースはちょっとだけウラっぽいリズムを取っている。この曲ではグルーヴの波に乗らないといけない」、MOTOKATSU「ドラムの音はアンビエンスをかなり入れている。音もプレイも、なかなかヘヴィ」とそれぞれ述べている[10]。後にセルフカバー・アルバム『THE MAD CAPSULE MARKET'S』（1996年）およびベスト・アルバム『1990-1996』（2004年）にも収録された。
2. 「LIMIT」 - Limit
本曲についてメンバーは、ISHIG∀KI「バンドの持っている張り詰めた緊張感が出たと思う」、KYONO「歌もそうかな。緊張感。あとはグルーヴ感だよ。けっきょくは、ノリが生きているよね」、CRA￥「ベースはサビの部分は広がりを求めたけど、基本的にはラウドなプレイ。じつはこの曲でのドラム、音もリズム感もすごく気に入ってる。曲を作ったイメージがさらにパワー・アップした。回転してくようなノリで、スピード感もある」、MOTOKATSU「リハーサルを始めた時から、そういうイメージを持っていたな。やってみると聴いた時以上にカッコいいと思った。この音、オレもすごい気に入っている。空気感が出てる」とそれぞれ述べている[10]。後にベスト・アルバム『1990-1996』に収録された。
3. 「IN SURFACE NOISE」 - Surface Noise
本曲についてメンバーは、ISHIG∀KI「日本的な心みたいなものを録っている時から感じていた。この曲をどう持っていくかって話し合っている時に、オレはそういうふうに持っていきたいという想いが強くあった」、KYONO「歌う時に、ギターから刺激を受けたよ」、CRA￥「ベースはハギレよさというか、空ピックが重要だった。それでソリッドにハギレよく、なおかつヘヴィなものが録れた。サビは8ビートなんだけど、そこでもドライヴ感が出ればいいかなって思って弾いたよ」、MOTOKATSU「これはデッドな音で録ったんだ。ドラム・セットをマットで囲っちゃって、オン・マイクって感じだったよ。リズムも、きっちりしちゃいそうなのを荒い感じでできた」とそれぞれ述べている[12]。
4. 「パラサイト（寄生虫）」 - Parasite
本曲についてメンバーは、KYONO「車に乗って聴いていると、まわりの景色が変わって見えるくらい、気持ちをあおる作用のある曲。とくにトンネルの中で聴くと最高にマッチするよ」、ISHIG∀KI「小さい頃、山やガケを登ってみたいと思うような気持ちだね。冒険心っていうか、そういうワクワクした感じがある」、CRA￥「ベースはギターと同じリフで、ホント一体感がある。マシンガンを撃っているように、ノリが連なっていく感じだね」、MOTOKATSU「この曲はすごく狭いブースで録った。すべてオン・マイクにして、コンプレッサーをかけてるから、音が太い。プレイ的にも余計なことしてなくて、すごく迫力が出た」とそれぞれ述べている[5]。後にセルフカバー・アルバム『THE MAD CAPSULE MARKET'S』およびベスト・アルバム『1990-1996』にも収録された。ミュージック・ビデオにおいてフジテレビ系テレビアニメ『マッハGoGoGo』（1967年 - 1968年）の映像が挿入されており、ミュージック・ビデオ集『VIDEO』（1995年）および『1990-1996』（2005年）に収録された。また、アルバム『THE MAD CAPSULE MARKET'S』収録バージョンの音源を使用した別のミュージック・ビデオが存在するが商品化はされていない。
5. 「公園へあと少し」 - Edge of The Park
本曲についてメンバーは、KYONO「小さいころを思い出すっていう感じ。曲そのものから風景が見えるけれど、オレの中でその風景がどんどん広がる曲だね」、ISHIG∀KI「リアルな公園と、現実ではない“公園”の両方がダブる。歌の感情から影響を受けてギターを弾けた」、CRA￥「Aメロの部分とかは、安っぽい楽団というか、サーカス楽団みたいなイメージ。ドラムの音が重要だった。ベースがメロディを取っている曲だから歌うような感じで弾いていた」、MOTOKATSU「やさしい気持ちで叩いた。こういう音とプレイは今までのオレにしたら、めずらしいと思う。曲も今までにない感じだったから、すごく新鮮だったな。サビで曲調が変わるけど、気持ちの切り替えがムズカしい」とそれぞれ述べている[5]。後にベスト・アルバム『1990-1996』に収録された。
6. 「HAB'IT」 - Bad Habit
本曲についてメンバーは、ISHIG∀KI「ベルリンの壁みたいなものが、自分の中にあって、それを崩さなきゃいけないっていうか、ね。昼間の曲じゃないよ」、KYONO「都会的な感じがするんだけれど、夜の曲だね」、CRA￥「すごくラフに、それこそテイクごとに弾くフレーズも変わるぐらいの気持ちで弾いていた。ノリを大切にしながらも楽しんでいたね。チョッパーもやってみたら、いい感じだから入れてみたし……。ジャムりながらものになっていった曲だね」、MOTOKATSU「ホントにスタジオに入って、ジャムってるような曲なんだよね。フレーズも、いつもジャムってるものがそのまま出ちゃった感じ」とそれぞれ述べている[5]。。また、ISHIG∀KIが制作した楽曲で唯一ミュージック・ビデオが制作された楽曲でもある。
7. 「CR'OCK ON THE WORK (AUTO-MATIC)」 - Work on The Crock
本曲についてメンバーは、KYONO「「HAB'IT」が、地上の都会的なものだとするならば、この曲は都会の地下っぽいイメージだね」、ISHIG∀KI「オレから見ると、芝浦とかの生活感のない街っていう感じを出したかった。あとは、サビの雰囲気をどうするかて、いちばん悩んだのがこの曲だった」、CRA￥「オレらの王道的な曲だと思う。ベースはフレーズ的にはハイ・ポジションを多用したものなんだけど、太い音を意識して、軽くオクターヴァーを使ってみた。ヘンなフレーズもあるけど、楽しんでラフに弾いていた」、MOTOKATSU「ずっと同じ繰り返しなんだよね。そのへんの精神力が大切だった（笑）。ベースがヌメっとした感じだから、ハギレのよさを出すのはドラムの役目だった」とそれぞれ述べている[13]。
8. 「時ノ音」 - Sound Time
本曲についてメンバーは、KYONO「これは曇り空の隙間から、ちょっと光が差し込んできたような、暖かさとちょっとした肌寒さが同居しているような感じだね」、ISHIG∀KI「歌詞のなかに出てくる“白い壁”に、何を描くのかっていうのが、オレの中でのポイントだった。どんなものを描くかはわかっているんだけれど、もやがかかっている感じでね。生活しているなかで、それくらい大きなテーマだと思う。ハッと、とつぜん発見するようなときがあると思うんだけど、それってじつは“はかないもの”なんだ。心に刻まれるけれど、一瞬で終わる“はかなさ”なんだよね」、MOTOKATSU「これもやさしい感じのドラム。すごく好きなのが展開のところ。リズムがすごくハネる感じでいいんだよ」、CRA￥「ピックで弾いているんだけど、表と裏を意識してハネないと、他のリズムを全部殺しちゃうからね。けっこうムズカしかったよ。曲自体に世界があるから、そこにどれだけ入り込むかがポイントだったし、楽器も歌う感じだった」とそれぞれ述べている[6]。
9. 「生まれたばかりの絵画を燃やせ」 - New Born
本曲についてメンバーは、ISHIG∀KI「リアルな自分っていうか、ギタリストである自分。なぜギターをやっているのかっていうようなことを考えて、ぜったいにそこでウソをつきたくなかった。そういう意味でも、いちばんギターで歌えている曲だと思っている」、KYONO「ギターが歌っているから、さらに歌も歌っていくっていう、相互作用がある。昔のオレと、今のオレが出てきていて、ある種の懐かしさを感じる曲だね」、CRA￥「ベース・フレーズは一定していて、ドラムで表情が変わっていく。ベースでスピード感を出せないと雰囲気を殺しちゃう曲だった」、MOTOKATSU「こういうリズムは今までだったら、きっちりしていて、固くなっちゃっていたと思う。それが固くならずにスピード感も出せたのがよかったね」とそれぞれ述べている[6]。
10. 「P-A-R-K」
本曲についてメンバーは、KYONO「バーッと広がっていくっていうか、上がっていく感じ。上がっていって、感情がはちきれんばかりになっている状態。こみあげてきている感じだね」、ISHIG∀KI「ちょっと「パラサイト（寄生虫）」に似た感じがあるんだけれど、砂場で遊ぶような無邪気さ、無垢っていうようなイメージを感じる。曲としては、ある種の王道なんだけど、それが純粋なものであるっていうイメージが強い」、CRA￥「イントロはハイ・ポジションで音が細くなりがちだったから音作りに気をつけた。曲の持っている味やニオイが、ある意味ではポップだからさ。そうなりすぎないようにプレイした」、MOTOKATSU「すごくシンプルだったから、逆にムズカしかったね。みょうに固くなっちゃったりして、何度も録り直したかな」とそれぞれ述べている[14]。後にベスト・アルバム『1990-1996』に収録された。
11. 「MUSTARD」 - Mustard
本曲についてメンバーは、KYONO「この曲は不思議な感じがするんだ。冷静な自分と、ハイになっている自分が同居していて、その中間にいる自分が両方を見ている感じ。精神面で幅の広い曲」、ISHIG∀KI「日本っていう印象が強い。自分の気持ちのなかでハイ・テンションな曲だね。ちょっと暗い酒場で、バーボンの入ったグラスを前にして、テーブルの前に座っているような、はしゃぎたいような感じがする」、CRA￥「グルーヴというよりはノリ。それが重要だった。気をつけたのはそこぐらいで、プレイはラフ」、MOTOKATSU「ノリでしょう、やはり。音は、わりとデッドな感じに仕上げてみた」とそれぞれ述べている[15]。
12. 「THE LIFE IN FAIRY STORY」 - Life In a Fairy Tale
初回限定盤のみ収録。上田が全面的にボーカルを担当している。本曲についてメンバーは、KYONO「物語のページを1枚ずつめくっているような感じがする」、ISHIG∀KI「日本の童話を感じる。自分にとっては童話なんだけど、それがリアルな現在に同居している感じだね」、CRA￥「ベースは、Aメロでは空気になっている。低音だけが存在しているっていう感じでね。ポイントは曲の持つ味だな。歌詞の世界を重要にしたプレイをしていたよ」、MOTOKATSU「古い感じの音にしていたり、凝った音作りをしてる。バス・ドラムもノー・ミュートでフロントに穴を開けてないし……。最終的にコンパクトのコンプレッサーにとおして音を仕上げた。すごい気に入ってる」とそれぞれ述べている[15]。
13. 「太陽の下」 - Under the Sun
初回限定盤のみ収録。本曲についてメンバーは、KYONO「暖かくて、ぽかぽかした曲。いろんなことを思いながら、散歩している感じかな」、ISHIG∀KI「この曲って、すごく好きなんだ。夕方の海で、風が吹いてきて……という感じがしてね。ちょっと気だるさもただよう感じだけれど、希望的なんだ。生活レベルでのリアル感はあるんだけれど、ゆったりとさせてくれるね」、CRA￥「この曲は休符というか、リズムの鳴っていないところで、世界を作っているからさ。“太陽の下で弾いているんだ”っていうメンタル面が重要だったね。この曲では最終的にボスの古い10バンド・イコライザーをとおしているんだよ。イメージとしては、AMラジオだね」、MOTOKATSU「たしかにリズムの間が重要であり、ムズカしかった」とそれぞれ述べている[15]。

## リリース、チャート成績、ツアー
本作は1994年10月21日にビクターエンタテインメントのInvitationレーベルからCDにてリリースされた。初回限定盤にはボーナス・トラックとして2曲追加収録されており、また同2曲はメンバーの意向によりブックレットに歌詞が記載されていない。カタログ番号は初回限定盤がVICL-597、通常盤がVICL-598となり、CDのレーベル面の印刷面積が異なっている。本作収録曲である「HAB'IT」は映画『ゲレンデがとけるほど恋したい。』（1995年）の挿入歌として使用され、同バンドとして初のタイアップ曲となった。
本作リリースの前に両A面シングル「EJECT→OUT/PERIODIC CLASSIC」がリリースされているが、2曲とも本作には収録されていない。本作収録曲の内、「HAB'IT」「LIMIT」「IN SURFACE NOISE」「パラサイト（寄生虫）」「公園へあと少し」「HI-SIDE (HIGH-INDIVIDUAL-SIDE)」の6曲のミュージック・ビデオが制作されており、ミュージック・ビデオ集『VIDEO』（1995年）に収録されている他、後にリリースされた『1990-1996』（2005年）には「LIMIT」「パラサイト（寄生虫）」「公園へあと少し」のみ収録された。
本作リリース前にメンバーはアメリカ合衆国の音楽プロデューサーであるジョージ・カックルと知り合っており、カックルが運営するレーベルから本作をリリースしたいと依頼され、海外リリースをメンバーも望んでいたため1995年9月にアメリカ合衆国のインディーズレーベルにおいてリリースされることになった。アメリカ盤においては日本の初回限定盤だけに収録されているボーナス・トラック2曲も収録された。
本作はオリコンアルバムチャートにおいて最高位第19位の登場週数3回で売り上げ枚数は3.5万枚となった。本作の初回限定盤の売り上げ枚数はTHE MAD CAPSULE MARKETSのアルバム売上ランキングにおいて第9位となっている。本作を受けたコンサートツアーは「HI-INDIVIDUAL-SIDE TOUR」と題し、同年10月29日の日比谷野外音楽堂公演を皮切りに、1995年2月4日の新宿ロフト公演まで8都市全12公演が実施された。

## 批評
| 専門評論家によるレビュー | 専門評論家によるレビュー |
| レビュー・スコア         | レビュー・スコア         |
| 出典                     | 評価                     |
| ------------------------ | ------------------------ |
| CDジャーナル             | 肯定的                   |
| ローチケHMV              | 肯定的                   |

音楽情報サイト『CDジャーナル』では、「パンキーでゴリゴリしててヘヴィな「ナウ」なロックの手ざわりがこの人たちの身上だと思う」と肯定的に評価した他に、初期のP-MODELを彷彿させると指摘している。音楽情報サイト『ローチケHMV』では本作が当時のハードコア・パンクやインダストリアル・ロックを感じさせる内容であると指摘した上で、「ファンの方も、そうでない方も、ともかくもう、恐れ入ったとひれ伏してしまうのではないでしょうか!?」と絶賛、また1曲目と5曲目を強く推薦した他に1960年代のサイケデリック・ロック風の楽曲が含まれていることから期待以上であると総括している。

## 収録曲
- CDブックレットに記載されたクレジットを参照[20]。括弧内はアメリカ合衆国盤におけるタイトルになっている。

| #         | タイトル                                               | 作詞・作曲 | 編曲                     | 時間  |
| --------- | ------------------------------------------------------ | ---------- | ------------------------ | ----- |
| 1.        | 「HI-SIDE (HIGH-INDIVIDUAL-SIDE)」(Hi Side)            | CRA￥      | THE MAD CAPSULE MARKET'S | 4:10  |
| 2.        | 「LIMIT」(Limit)                                       | CRA￥      | THE MAD CAPSULE MARKET'S | 3:28  |
| 3.        | 「IN SURFACE NOISE」(Surface Noise)                    | KYONO      | THE MAD CAPSULE MARKET'S | 3:16  |
| 4.        | 「パラサイト（寄生虫）」(Parasite)                     | CRA￥      | THE MAD CAPSULE MARKET'S | 3:55  |
| 5.        | 「公園へあと少し」(Edge of the Park)                   | CRA￥      | THE MAD CAPSULE MARKET'S | 4:38  |
| 6.        | 「HAB'IT」(Bad Habit)                                  | ISHIG∀KI   | THE MAD CAPSULE MARKET'S | 3:30  |
| 7.        | 「CR'OCK ON THE WORK (AUTO-MATIC)」(Work on the Crock) | KYONO      | THE MAD CAPSULE MARKET'S | 3:09  |
| 8.        | 「時ノ音」(Sound Time)                                 | KYONO      | THE MAD CAPSULE MARKET'S | 2:27  |
| 9.        | 「生まれたばかりの絵画を燃やせ」(New Born)             | CRA￥      | THE MAD CAPSULE MARKET'S | 3:40  |
| 10.       | 「P-A-R-K」                                            | CRA￥      | THE MAD CAPSULE MARKET'S | 2:40  |
| 11.       | 「MUSTARD」(Mustard)                                   | KYONO      | THE MAD CAPSULE MARKET'S | 3:16  |
| 合計時間: | 合計時間:                                              | 合計時間:  | 合計時間:                | 38:09 |

| #         | タイトル                                          | 作詞・作曲 | 編曲                     | 時間  |
| --------- | ------------------------------------------------- | ---------- | ------------------------ | ----- |
| 12.       | 「THE LIFE IN FAIRY STORY」(Life in a Fairy Tale) | CRA￥      | THE MAD CAPSULE MARKET'S | 4:51  |
| 13.       | 「太陽の下」(Under the Sun)                       | KYONO      | THE MAD CAPSULE MARKET'S | 4:22  |
| 合計時間: | 合計時間:                                         | 合計時間:  | 合計時間:                | 47:51 |

## スタッフ・クレジット
- CDブックレットに記載されたクレジットを参照[7]。

### THE MAD CAPSULE MARKET'S
- KYONO – ボーカル
- ISHIG∀KI（英語版） – ギター
- CRA￥ – ベース、ボーカル
- MOTOKATSU – ドラムス

### 録音スタッフ
- THE MAD CAPSULE MARKET'S – プロデュース
- KONIYAN（サウンドスカイスタジオ） – レコーディング・エンジニア、ミキシング・エンジニア
- 谷川博（サウンドスカイスタジオ） – 追加エンジニア
- 岡本司（イニックレコーディングホステリー） – 追加エンジニア
- 富田慎一（キーストーンスタジオ） – 追加エンジニア
- ホーウィー・ヴァインベルク（マスターディスク） – マスタリング・エンジニア
- HIRO – ドラムテク
- 大町あきら – ギターテク
- 須藤ゆういち – インストゥルメント・クルー

### 制作スタッフ
- SUNNY1200（ビクターエンタテインメント） – A&R
- 岩渕稔（ビクター・エンタテインメント） – アーティスト・プロモーション
- 斎須敏治（ハンド・クラフト） – アーティスト・マネージメント
- フェンダー・ジャパン – スペシャル・サンクス
- モリダイラ楽器 – スペシャル・サンクス
- LUDWIG・野中貿易 – スペシャル・サンクス
- ジョージ・カックル (SHOW-ON) – スペシャル・サンクス

### 美術スタッフ
- サカグチケンファクトリー – アートワーク
- MAYUKI – スタイリング & コスチューム・ワーク
- 坂口正光 – 写真提供

## チャート
| チャート         | 最高順位 | 登場週数 | 売上数  | 備考       | 出典  |
| ---------------- | -------- | -------- | ------- | ---------- | ----- |
| 日本（オリコン） | 19位     | 3回      | 3.5万枚 | 初回限定盤 | [ 2 ] |

## リリース日一覧
| No. | 地域           | リリース日     | レーベル             | 規格   | カタログ番号 | 備考                                               | 出典          |
| --- | -------------- | -------------- | -------------------- | ------ | ------------ | -------------------------------------------------- | ------------- |
| 1   | 日本           | 1994年10月21日 | ビクター／Invitation | CD     | VICL-597     | 初回限定盤、ボーナス・トラック2曲収録              |               |
| 2   | 日本           | 1994年10月21日 | ビクター／Invitation | CD     | VICL-598     | 通常盤、ボーナス・トラックは未収録                 | [ 18 ] [ 21 ] |
| 3   | アメリカ合衆国 | 1995年9月      | What's Up? Music     | CD     | WU 6331-2    | インディーズレーベルでのリリース                   | [ 22 ]        |
| 4   | 日本           | 2013年1月15日  | ビクター／Invitation | AAC-LC | -            | デジタル・ダウンロード、ボーナス・トラックは未収録 | [ 23 ]        |